# Себациновые
Себациновые (лат. Sebacinales) — порядок грибов, входящий в класс Агарикомицеты (Agaricomycetes). Включает одно семейство Себациновые (Sebacinaceae K.Wells & Oberw., 1982). Один из самых примитивных порядков агарикомицетов, иногда относимый к классу тремелломицетов.

## Описание
- Плодовые тела коралловидной, языковидной или воронковидной формы, желеобразные, кожистые или довольно жёсткие, покрытые мелкими бугорками.
- Гифальная система мономитическая. Гифы без пряжек, с бурыми стенками. Цистиды отсутствуют. Базидии шаровидной или грушевидной формы, без пряжек, с 2 или 4 спорами. Споры цилиндрической, аллантоидной или яйцевидной формы, с тонкими стенками, неокрашенные.

### Экология
Представители порядка произрастают на почве, образуют микоризу как с лиственными и хвойными деревьями, так и с печёночными мхами, орхидеями и некоторыми вересковыми.

## Таксономия
На протяжении длительного времени себацину и родственные грибы относили к семейству Эксидиевые класса Tremellomycetes. Однако филогенетические исследования показали, что себациновые являются родственниками агарикомицетовых грибов, а не дрожалковых.

### Роды
- Craterocolla Bref., 1888
- Efibulobasidium K.Wells, 1975
- Piriformospora Sav.Verma, Aj.Varma, Rexer, G.Kost & P.Franken 1998
- Sebacina Tul. & C.Tul., 1873 — Себацина
- Tremellodendron G.F.Atk., 1902
- Tremelloscypha D.A.Reid, 1979
- Tremellostereum Ryvarden, 1986